# 布羅尼齊卡古塔
50°55′53″N 27°18′50″E / 50.93139°N 27.31389°E
布羅尼齊卡古塔（烏克蘭語：Броницька Гута），是烏克蘭北部的村莊，隸屬日托米爾州的茲維亞赫爾區。該村始建於1909年，面積2.04平方公里，海拔高度209米，2001年人口1,034。